# Serie 430 de Renfe
La serie 430 de Renfe era un conjunto de tres automotores eléctricos (1500 V cc, 474 CV) construidos por la Sociedad Española de Construcción Naval en 1932, durante la Segunda República española. Disponían de dos motores y tomaban la electricidad a través de pantógrafos. Los frenos eran de vacío. Prestaron servicio en la línea de Bilbao a Portugalete. 